# Misal Jurja od Topuskog
Misal Jurja od Topuskog  je misal koji je naručio cistercitski opat Juraj od Topuskog oko 1495. godine. Čine ga dva iluminirana kodeksa napravljena prema starom zagrebačkom obredu. U misalu su vrijedne oslike njemačkog iluminatora iz Zagreba Johannesa Hansa Almanusa. Misal je naknadno ilustriran, a ilustracije se pripisuje don Jurju Juliju Kloviću. Misal je u inventaru riznice zagrebačke katedrale i danas ga se digitalizira.  Misal su oslikavali više godina.
Predstavlja najdragocjeniji liturgijski kodeks hrvatske provenijencije staroga zagrebačkog obreda. Remek-djelo je hrvatske knjižne djelatnosti svih vremena. Pisan je na pergameni, sadrži 298 listova veličine 406x297 mm. Trideset i pet je listova ukrašeno posebno izrađenim minijaturama, a ostali su ukrašeni inicijalnim slovima kojih je ukupno 3100. Slova kojima je napisan kodeks jest knjižna gotica.
Izabranih 14 minijatura stavljeno je za kalendar Glasa Koncila za 2006. godinu, izašao u nakladi Glasa Koncila i ZORO.

## Vanjske poveznice
- Misal Jurja od Topuskog  Arhivirana inačica izvorne stranice od 11. lipnja 2016. (Wayback Machine), Zagrebačka nadbiskupija